# ソプラノ

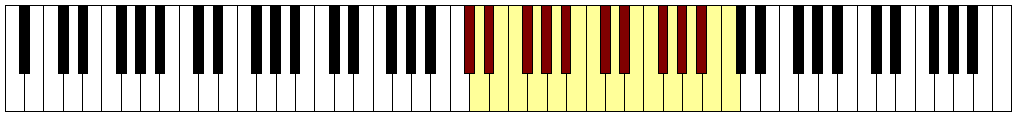
ソプラノ

アルト

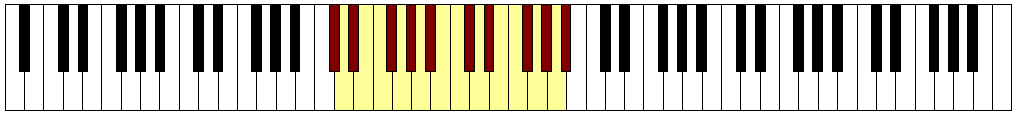
テノール

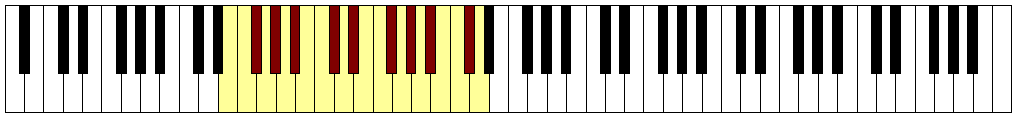
バス

ソプラノ（イタリア語: soprano）は、西洋音楽における歌手の声域区分で、女声の高い音域を指す。また、器楽においては、同系の楽器中、最も高い音域のものをいう。例えばソプラノサックス（サクソフォーン）。

## 概要
四声体和声、混声四部合唱では、ソプラノが最高部を受け持ち、通常は旋律を演奏する。
ソプラノは概ねC4〜E6の声域を持つ。合唱や4声体和声ではC4 - A5くらいの音域である。混声4部合唱ではテノールと合わせて高声、バスと合わせて外声とよばれる。
思春期前の一部の少年（トレブル）およびカウンターテナーも、この声域を持つことがあるが（変声期前の少年の場合ボーイソプラノと呼ぶ場合もある）、ほとんどの場合は女性歌手に対して用いられる。歴史的には、女性がキリスト教会で歌うことは認められていなかったので、ソプラノの役割は若い少年、後にカストラートに与えられた。なお、去勢せずともソプラノの音域を出せる成人男性歌手をソプラニスト又はソプラニスタと呼ぶ。この手の歌手は数少ないが、日本人では岡本知高がいる。
なお、「ソプラノ歌手」という言い方が普及しているが、そもそも歌手の声域を表す言葉なので、本来は「歌手」をつける必要はない。

## オペラにおけるソプラノ
オペラにおいては、声質の違いによりさらに詳細な区分が行われる。これらの区分は歌手の声域というよりむしろ声の特性、音色に関係する。詳細区分は次のようなものである。
- レッジェーロ（あるいはスーブレット） →括弧内は、役柄依存の分類
- コロラトゥーラ
- リリコ
- リリコ・スピント
- ドラマティコ

平均的な音域は最初に書かれた通りであるが、独唱、特にオペラのアリアにおいてはそれ以上の音が求められることも多い。例えばモーツァルトの「魔笛」では、夜の女王役にF6が与えられている。ルクレツィア・アグヤーリやエルナ・ザックはC7（フルートの最高音域に匹敵）まで出すことができたと伝えられている。マド・ロバンも高い声の持ち主として知られ、残された録音ではB♭6を出しているところを確認できる。
著名なソプラノをめぐって、熱狂的なオペラファンはしばしば異なる歌手を支持して対立する複数の陣営をつくることがあった。
一例としてマリア・カラスとレナータ・テバルディのライバル関係は最も著名なものである（トスカの英語版にある小噺を参照のこと）。

## ソプラノの例
姓の五十音順。括弧内は英語版へのリンク。

### 日本以外
あ行
- ルクレツィア・アグヤーリ（Lucrezia Agujari）
- ナンシー・アージェンタ
- ドーン・アップショウ
- イレーネ・アーベントロート（Irene Abendroth）
- ルシーン・アマーラ（Lucine Amara）
- エリー・アーメリング
- ピエレット・アラリー
- ジャンニーナ・アランジ＝ロンバルディ（Giannina Arangi-Lombardi）
- ルチア・アリベルティ（Lucia Aliberti）
- フランシス・アルダ（Frances Alda）
- エマ・アルバーニ
- リチア・アルバネーゼ
- マーティナ・アーロヨ（Martina Arroyo）
- ジューン・アンダースン
- アンナ・カテリーナ・アントナッチ（Anna Caterina Antonacci）
- マリア・イヴォーギュン（Maria Ivogün）
- マリア・イェリッツァ
- ジェーン・イーグレン（Jane Eaglen）
- フローレンス・イーストン（Florence Easton）
- エマ・イームズ（Emma Eames）
- スヴェトラ・ヴァシレヴァ（Svetla Vassileva）
- レオンティーナ・ヴァドゥーヴァ（Leontina Vaduva）
- ニノン・ヴァラン
- アストリッド・ヴァルナイ
- ガリーナ・ヴィシネフスカヤ
- ドロレス・ウィルソン（Dolores Wilson）
- ヘイリー・ウェステンラ
- ジリアン・ウェブスター
- リューバ・ヴェリッチュ（Ljuba Welitsch）
- ルース・ウェルティング
- ステファニア・ヴォイトヴィチ
- ヴィオリカ・ウルスレアク
- アン・エヴァンズ（Anne Evans）
- アーリーン・オジェー
- マグダ・オリヴェロ

か行
- リナ・カヴァリエリ （Lina Cavalieri）
- エマ・カークビー
- ドロシー・カーステン
- メアリー・ガーデン
- ヨハンナ・ガドスキ（Johanna Gadski）
- マリア・カニーリア（Maria Caniglia）
- ライナ・カバイヴァンスカ
- モンセラート・カバリエ
- メルセデス・カプシール（Mercedes Capsir）
- マリア・カラス
- イネッサ・ガランテ
- アメリータ・ガリ＝クルチ
- エマ・カルヴェ（Emma Calvé）
- ロザンナ・カルテリ（Rosanna Carteri）
- マリア・ガルバニー（Maria Galvany）
- マリア・カレーナ
- マルゲリータ・カロージオ（Margherita Carosio）
- マリア・キアーラ
- メイベル・ギャリソン（Mabel Garrison）
- ヒルデ・ギューデン
- マリー・グートハイル＝ショーダー
- レリ・グリスト
- マヌエラ・クリスチャック
- サロメア・クルシェルニツカ（Solomiya Krushelnytska）
- ゼルマ・クルツ（Selma Kurz）
- アルマ・グルック
- エディタ・グルベローヴァ
- マドレーヌ・グレイ
- マリア・グレギーナ（Maria Guleghina）
- レジーヌ・クレスパン（Régine Crespin）
- アンジェラ・ゲオルギュー
- イレアナ・コトルバシュ
- ナディーン・コナー（Nadine Conner）
- アニー・コネツニ
- ヒルデ・コネツニ
- ミリッツァ・コリウス（Miliza Korjus）
- クリステル・ゴルツ（Christel Goltz）

さ行
- サイ・イエングアン（Sai Yanguang）（Cui Yan-guang）
- メタ・ザイネマイヤー（Meta Seinemeyer）
- ジョーン・サザーランド
- エルシー・サダビー
- エルナ・ザック（Erna Sack）
- ビドゥ・サヤン（Bidu Sayão）
- オリアンナ・サントゥニオーネ（Orianna Santunione）
- クリスティーネ・シェーファー
- ヘレン・ジェプソン（Helen Jepson）
- フローレンス・フォスター・ジェンキンス
- レイラ・ジェンチェル
- マルガレーテ・ジームス（Margarethe Siems）
- ヴェロニク・ジャンス
- ドゥソリーナ・ジャンニーニ（Dusolina Giannini）
- エリーザベト・シュヴァルツコップ
- グラツィエラ・シュッティ
- リタ・シュトライヒ（Rita Streich）
- エリザベート・シューマン
- スミ・ジョー
- ギネス・ジョーンズ
- アニャ・シリヤ
- ビヴァリー・シルズ
- レナータ・スコット
- テレサ・スティッチ＝ランドール（Teresa Stich-Randall）
- エリナー・スティーバー（Eleanor Steber）
- アントニエッタ・ステッラ
- シェリル・ステューダー
- テレサ・ストラータス
- ジュゼッピーナ・ストレッポーニ
- ロジーナ・ストルキオ（Rosina Storchio）
- エレナ・スリオティス（Elena Souliotis）
- ヴィルジニア・ゼアーニ
- イルムガルト・ゼーフリート
- マルセラ・ゼンブリヒ（Marcella Sembrich）

た行
- ネタニア・ダヴラツ
- ピア・タシナーリ
- ジルダ・ダッラ・リッツァ（Gilda dalla Rizza）
- エヴァ・ターナー（Eva Turner）
- トティ・ダル・モンテ（Toti Dal Monte）
- シャルロット・チャーチ
- マリア・チェボターリ（Maria Cebotari）
- アニタ・チェルクェッティ
- ジーナ・チーニャ
- エルビラ・デ・イダルゴ（Elvira de Hidalgo）
- ゲーナ・ディミトローヴァ（Ghena Dimitrova）
- マリエッラ・デヴィーア（Mariella Devia）
- キリ・テ・カナワ
- 田月仙（チョン・ウォルソン）
- ドラホミーラ・ティカロヴァー
- マギー・テイト（Maggie Teyte）
- エミー・デスティン（Emmy Destinn）
- ナタリー・デセイ
- ダニエラ・デッシー
- ルイーザ・テトラッツィーニ（Luisa Tetrazzini）
- レナータ・テバルディ
- ドゥニーズ・デュヴァル（Denise Duval）
- リーザ・デラ・カーザ
- クリスティーナ・ドイテコム（Cristina Deutekom）
- ガブリエラ・トゥッチ
- ターヤ・トゥルネン
- ヘレン・ドーナト
- アンナ・トモワ＝シントウ
- ヘレン・トローベル（Helen Traubel）

な行
- クリスティーナ・ニルソン（Christina Nilsson）
- ビルギット・ニルソン
- アントニーナ・ネジダーノヴァ
- ヘルヴァ・ネッリ（Herva Nelli）
- アンナ・ネトレプコ
- キャロル・ネブレット
- ヤルミラ・ノヴォトナ（Jarmila Novotná）
- アルダ・ノーニ
- ジェシー・ノーマン
- リリアン・ノルディカ（Lillian Nordica）

は行
- マーガレット・ハーショウ（Margaret Harshaw）
- ザビーネ・ハス
- ジュディッタ・パスタ
- イヴァ・パチェッティ
- アデリーナ・パッティ
- キャスリーン・バトル
- ヘザー・ハーパー
- マリア・バーヨ
- マリア・パラッツィーニ
- マリア・バリエントス（Maria Barrientos）
- リーナ・パリューギ（Lina Pagliughi）
- ロゼッタ・パンパニーニ（Rosetta Pampanini）
- ローズ・バンプトン（Rose Bampton）
- サンドリーヌ・ピオー
- ロバータ・ピータース
- マファルダ・ファヴェーロ（Mafalda Favero）
- ジェラルディン・ファーラー
- アイリーン・ファーレル
- パトリシア・プティボン
- マーガレット・プライス
- レオンティン・プライス
- サラ・ブライトマン
- キルステン・フラグスタート
- ジリオーラ・フラッツォーニ
- バルバラ・フリットリ（Barbara Frittoli）
- エウジェニア・ブルツィオ（Eugenia Burzio）
- リーナ・ブルーナ・ラーザ
- ルネ・フレミング
- オリーヴ・フレムスタッド（Olive Fremstad）
- イザベル・プールナール
- ミレッラ・フレーニ
- ローナ・ヘイウッド
- クララ・ペトレッラ
- エルナ・ベルガー
- ブランカ・ベレトバチ
- ヒルデガルト・ベーレンス
- アンナ＝カタリーナ・ベーンケ
- ジョディ・ベンソン
- バーバラ・ヘンドリックス
- フリーダ・ヘンペル（Frieda Hempel）
- ヴィナ・ボヴィ（Vina Bovy）
- ルチア・ポップ
- キャサリン・ボット
- バーバラ・ボニー
- チェレスティーナ・ボニンセーニャ（Celestina Boninsegna）
- ルクレツィア・ボリ（Lucrezia Bori）
- インゲ・ボルク
- ルース・ホールトン（Ruth Holton）
- リリー・ポンス
- ローザ・ポンセル
- ステファニア・ボンファデッリ（Stefania Bonfadelli）

ま行
- シルヴィア・マクネアー
- マリー・マクローリン（Marie McLaughlin）
- エディト・マティス
- ローザ・マニオン
- エヴァ・マルトン（Eva Marton）
- パトリス・マンセル（Patrice Munsel）
- カテリーナ・マンチーニ
- ジャニーヌ・ミショー
- マリア・ミュラー（Maria Müller）
- ジンカ・ミラノフ
- イヴォンヌ・ミントン
- グレース・ムーア
- クラウディア・ムツィオ（Claudia Muzio）
- エヴァ・メイ（Eva Mei）
- イーディス・メイソン（Edith Mason）
- マディ・メスプレ
- マルタ・メードル（Martha Mödl）
- カルメン・メリス（Carmen Melis）
- ネリー・メルバ
- アンナ・モッフォ

や行
- グンドゥラ・ヤノヴィッツ
- マリ・ヤングブラッド
- セーナ・ユリナッチ
- イレーネ・ヨアヒム

ら行
- ローザ・ライザ（Rosa Raisa）
- フリーダ・ライダー（Frida Leider）
- マリア・ライニング（Maria Reining）
- リ・ヒャンスク
- レオニー・リザネク（Leonie Rysanek）
- カティア・リッチャレッリ
- ウィルマ・リップ
- フェリア・リトヴィンヌ（Félia Litvinne）
- ヨハンナ・リヒター
- ジェルメーヌ・リュバン（Germaine Lubin）
- エヴァ・リンド（Eva Lind）
- ジェニー・リンド
- ジャンニーナ・ルッス（Giannina Russ）
- ジョルジェット・ルブラン
- エリーザベト・レートベルク（Elisabeth Rethberg）
- リザ・レーマン
- リリー・レーマン（Lilli Lehmann）
- ロッテ・レーマン
- カルメラ・レミージョ
- ビクトリア・デ・ロス・アンヘレス
- フェリシティ・ロット
- アンネリーゼ・ローテンベルガー
- マド・ロバン（Mado Robin）
- ステラ・ローマン（Stella Roman）
- ピラール・ローレンガー
- マージョリー・ローレンス（Marjorie Lawrence）

わ行
- リリアン・ワトスン（Lillian Watson）

### 日本
あ行
- 藍川由美
- 浅井順子
- 浅野千鶴子（1904 - 1991）
- 東敦子
- 雨谷麻世
- 天羽明恵
- 五十嵐麻利江
- 池田弘子
- 伊藤敦子（1902 - 1986）
- 伊藤京子
- 井上けい子
- 井上ゆかり
- 岩崎由紀子
- 大倉由紀枝
- 大島富士子
- 大谷冽子
- 大貫裕子
- 大村博美
- 岡坊久美子
- 岡田昌子
- 岡本知高（男性ソプラノ、ソプラニスタ）
- 小川里美
- 荻野綾子（1898 - 1944）
- 奥田智重子
- サラ・オレイン

か行
- 加古三枝子
- 片岡啓子
- 片野坂栄子
- 加藤芳江（二葉あき子）
- 岸美香
- 木下美穂子
- 柏田ほづみ
- 釜洞祐子
- 亀山勝子
- 川口聖加
- 木村暁子
- 喜波貞子（1902 - 1983）
- 小池寿子（英語版） (ヒジ小池、Hizi Koyke、1902 - 1991）
- 幸田浩子
- 小林千代子
- 小宮圭子

さ行
- 斉田正子
- 坂上昌子
- 佐々木典子
- 笹田和子
- 佐竹由美
- 佐藤しのぶ
- 佐藤まゆみ
- 佐藤美枝子
- 鮫島有美子
- 沢崎恵美
- 澤畑恵美
- 島田祐子
- 嶋村友美
- 白石敬子
- 新南田ゆり
- 菅英三子
- 鈴木慶江
- 砂川涼子
- 砂原美智子（1923 - 1987）
- 瀬尾真理
- 関鑑子
- 関定子
- 関種子
- 関屋敏子
- 瀬山詠子
- 曽我栄子

た行
- 高橋織子
- 高橋薫子
- 滝田菊江（1912 - 1949）
- 武岡鶴代（1895 - 1966）
- 辰巳真理恵
- 立松房子（1891 - 1992）
- 田中彩子
- 田中路子
- 田村麻子
- 田月仙（チョン・ウォルソン）
- 塚田京子
- Yoko Maria
- 辻輝子（1908 - 1973）
- 出口正子

な行
- 永井郁子
- 長坂好子（1891 - 1970）
- 中澤桂
- 中嶋彰子
- 長門美保
- 中丸三千繪
- 中村智子
- 中村淑子
- 中村初恵
- 梨谷桃子
- 並河寿美
- 西垣千賀子
- 二宮望実
- 野田ヒロ子

は行
- 長谷川泰子
- 林康子
- 原あいら
- 原信子
- 原璃菜子
- 樋本栄
- 平井香織
- 平井美奈子（1902 - 2004）
- 平松英子
- 福澤アクリヴィ
- 福島慶子
- 福永修子
- 藤原啓子
- 藤原フサヱ
- 古沢淑子（1916 - 2001）
- ベルトラメリ能子
- 堀澤麻衣子

ま行
- 増山美知子
- 松井智惠
- 松尾香世子
- 松下悦子
- 松田トシ
- 松田昌恵
- 松平里子
- 松原操
- 増山美知子
- 松本美和子
- 三浦環
- 溝口眞知子
- 嶺貞子
- 宮川美子（1911 - 1995）
- 三宅春恵
- 三宅由佳莉（海上自衛隊音楽隊）
- 六車智香
- 森麻季

や行
- 柳原由香
- 山口道子
- 山崎美奈
- 八木啓代
- Yucca
- 横井順子
- 吉田恭子
- Yoko Maria

ら行
- 李千恵

わ行
- 鷲尾麻衣
- 渡辺馨
- 渡辺葉子

## 他の声域
- メゾソプラノ
- アルト（コントラルト）
- ボーイソプラノ
- カウンターテナー / カストラート / ソプラニスタ
- テノール
- バリトン
- バス

## 注脚
1. ↑  フレデリック・フースラー／イヴォンヌ・ロッド＝マーリング　『うたうこと　発声器官の肉体的特質』　須永義雄・大熊文子訳　音楽之友社、2000年、ISBN 4-276-14252-0　111頁による。但し、あくまで一つの目安であり、後述されるようにこれを上回る例もある。